# Queropalca (distrito)
O Distrito peruano de Queropalca é um dos sete distritos que formam a Província de Lauricocha, situada no Departamento de Huánuco, pertencente a Região Huánuco, na zona central do Peru.

## Transporte
O distrito de Queropalca é servido pela seguinte rodovia:
- HU-109, que liga a cidade ao distrito de La Unión[1][2][3]